# Kranzlsingen
Ein Kranzlsingen ist eine vor allem im bayrisch-österreichischen Raum verbreitete Chorveranstaltung.
Zu Beginn eines Kranzlsingens stellen sich alle teilnehmenden Chöre an einem zentralen Platz mit 1–2 Liedern vor und ziehen dann zu diversen Plätzen einer Gemeinde (im Freien, zuweilen auch in Gasthäusern), wo sie dann auftreten. Nach einer kurzen Darbietung (ca. 15 Minuten) erhalten die Chöre einen geflochtenen Kranz aus Buchs oder Eichenblättern und wechseln anschließend die Plätze. Oftmals werden die Chöre an ihren Auftrittsstationen auch verköstigt.
Diese Veranstaltungsform ist weit verbreitet im Kontext von Männergesangsvereinen.